# Bastione Maiano
Il bastione Maiano (già baluardo delle Palle) è uno dei sei bastioni della cinta muraria della città di Grosseto.
Il bastione occupa il vertice sud-orientale delle mura di Grosseto, collegando il complesso del bastione Fortezza al bastione Cavallerizza, situato poco oltre Porta Vecchia.

## Storia

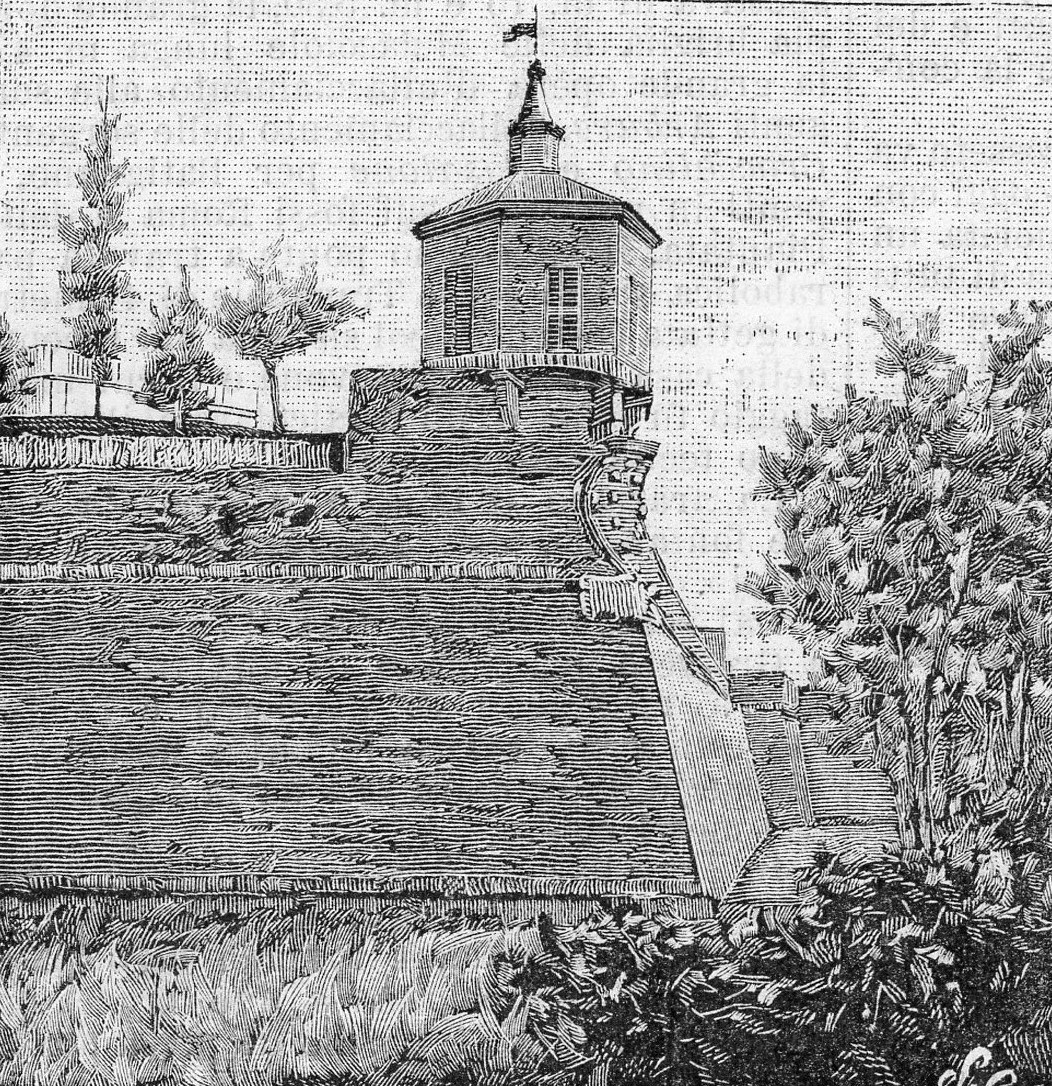
Il perduto casino delle Palle in una xilografia del 1896

Il bastione Maiano fu il primo bastione delle mura di Grosseto a essere costruito durante i lavori di ricostruzione della cerchia muraria portati avanti dai Medici nella seconda metà del XVI secolo, su progetto di Baldassarre Lanci. La struttura fu completata nel 1566 sotto la direzione dello stesso Lanci e ricevette la denominazione di baluardo delle Palle per la presenza di una garitta a pianta esagonale sovrastante uno stemma mediceo. Qui venne inoltre edificato il casino delle Palle, edificio a scopo militare utilizzato come magazzino delle polveri, in uso almeno fino al 1786.
A partire dal 1833 ebbe inizio la definitiva smilitarizzazione delle mura e la loro trasformazione in parco pubblico cittadino. Tutte le garitte lungo il perimetro murario furono demolite, ad eccezione di due presenti sulla Fortezza e di quella del baluardo delle Palle. Tra il 1870 e il 1872 fu costruito il deposito d'acqua del Maiano, progettato da Loresindo Pruneti. Il nuovo edificio aveva il compito di ricevere l'acqua per approvvigionare Grosseto come termine del primo acquedotto della città, che convogliava le acque del Maiano; tuttavia, dati gli scarsi risultati, un nuovo acquedotto sarà inaugurato nel 1896, comportando la chiusura di quello del Maiano.
Durante la seconda guerra mondiale il bastione fu colpito dai bombardamenti anglo-americani, che distrussero la garitta medicea con il casino delle Palle, mentre rimase intatto lo stemma marmoreo.
Tra il 1997 e il 2002 il perimetro esterno al bastione è stato oggetto di un'opera di riqualificazione, con l'escavazione e la trasformazione in area verde del vecchio fossato dal Maiano fino alla Fortezza; venne inoltre avviato un progetto di recupero del bastione Maiano, ma la sua realizzazione si protrasse nel tempo, venne prima abbandonato, poi ripreso nel 2008 e infine di nuovo interrotto a lavori in corso. Nel giugno del 2002 fu anche demolita una parte della cortina muraria, considerata una superfetazione ottocentesca, per mettere in comunicazione il livello superiore del bastione con la sottostante piazza Esperanto tramite una scala in ferro, mai realizzata. Il cantiere fu smantellato nel 2013 ed il bastione reso nuovamente fruibile dopo il restauro del deposito dell'acqua e la realizzazione di percorsi pedonali e aiuole.

## Descrizione
Il bastione Maiano si presenta a forma poligonale, con basamenti a scarpa e due cordonature che si articolano, rispettivamente, nella parte inferiore in prossimità della linea di terra e nella parte superiore nel punto di passaggio tra la base a scarpa e la cortina.
Una serie di gallerie che, in passato, conducevano all'area delle cannoniere.
La passeggiata, che collega il bastione Maiano al bastione Cavallerizza lungo la cortina muraria, passa in modo suggestivo sopra Porta Vecchia; poco prima, una discesa permette di raggiungere la porta anche da terra.

## Galleria d'immagini

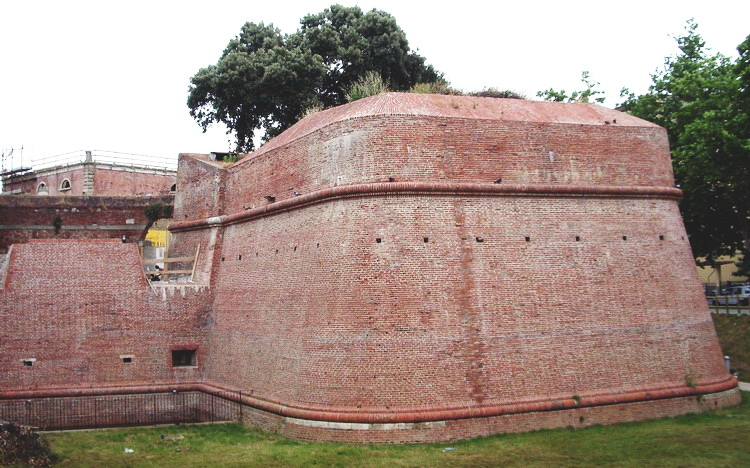
Il bastione su piazza Esperanto; è visibile la parte del muro abbattuta nel 2002
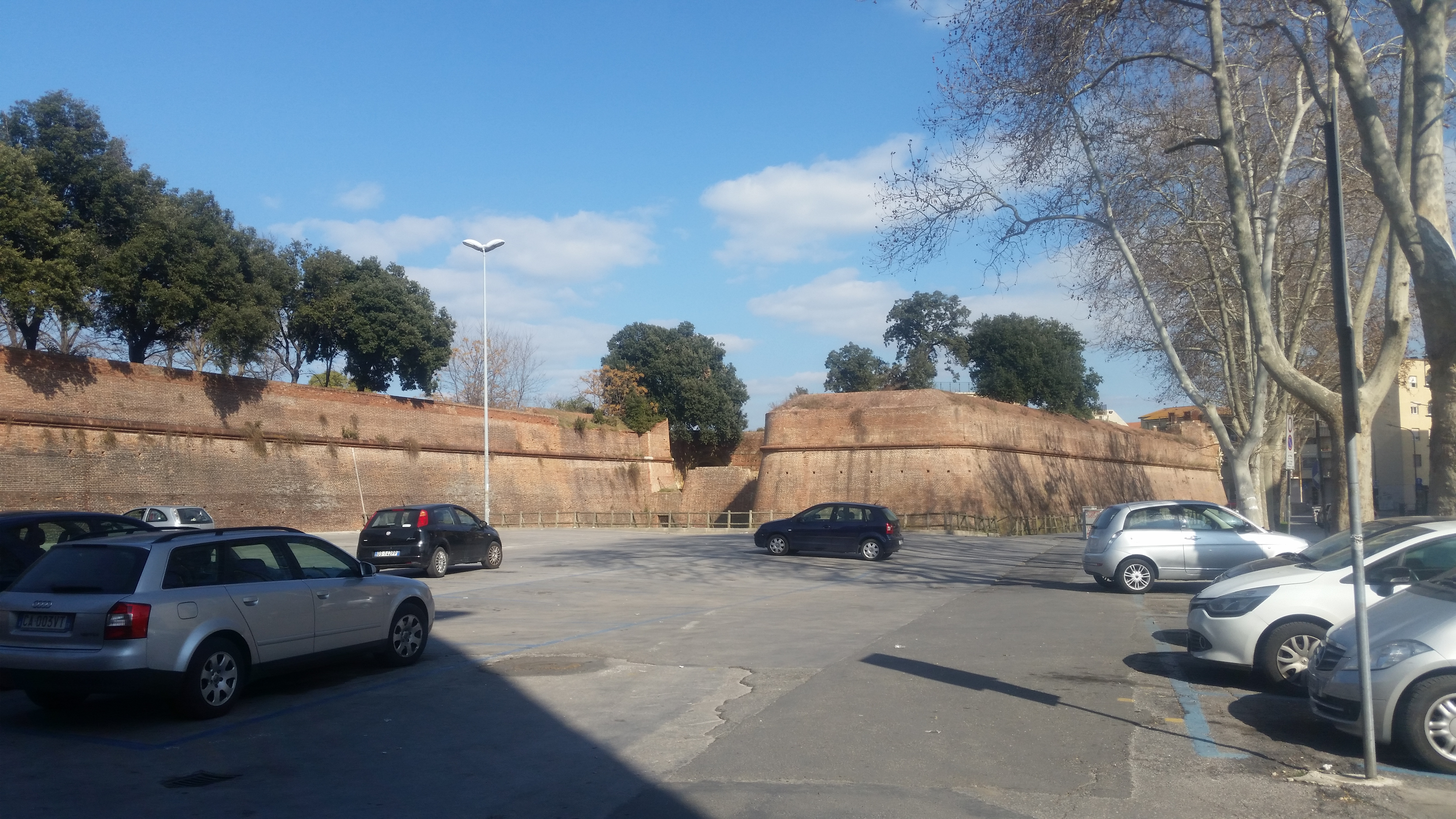
Il bastione da piazza Esperanto
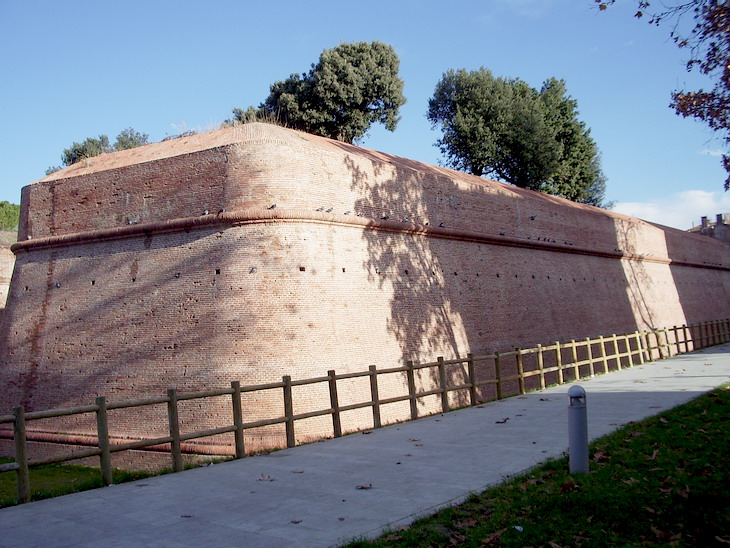
Bastione Maiano (lato sud-est)